# 杨士惇
杨士惇（？—？），直隶钜鹿（今河北巨鹿）人，是一名清朝政治人物。拔貢出身。
乾隆十四年，接替王績。擔任江蘇荆溪縣知縣攝任。后由李永书接任。杨士惇曾于1750年接替刘叔堂任宝山县知县一职，1750年由刘叔堂接任。